# Porøs
Porøs er betegnelsen for et skrøbeligt og forgængeligt materiale. Et materiale kan gå fra at være massivt til at være porøst til at smuldre til pulver. Det bruges også om materialer, som indeholder porer og har en svampet struktur.
Et argument kan også være porøst og vil dermed altid blive opløst ved mødet med et mere struktureret argument.